# Пролетарии всех стран, соединяйтесь!

Государственный герб Союза Советских Социалистических Республик с 1958 по 1991

Логотип III Интернационала, международной организации, призывающей к мировой социалистической революции во всех странах планеты в соответствии с интернационалистическим лозунгом «Пролетарии всех стран, соединяйтесь!»

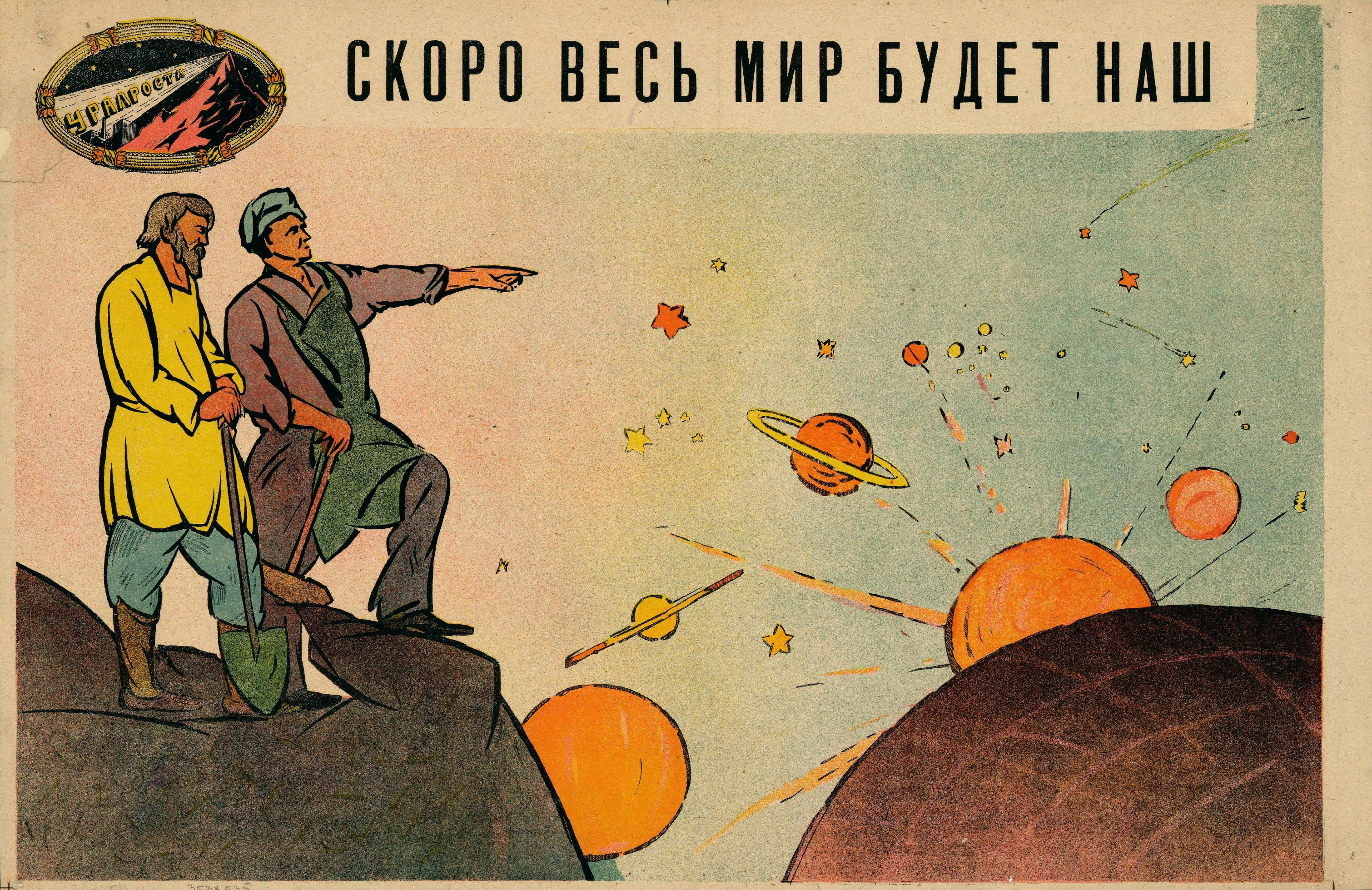
Плакат «Скоро весь мир будет наш». Художник Л. В. Саянский. Екатеринбург, 1920 год

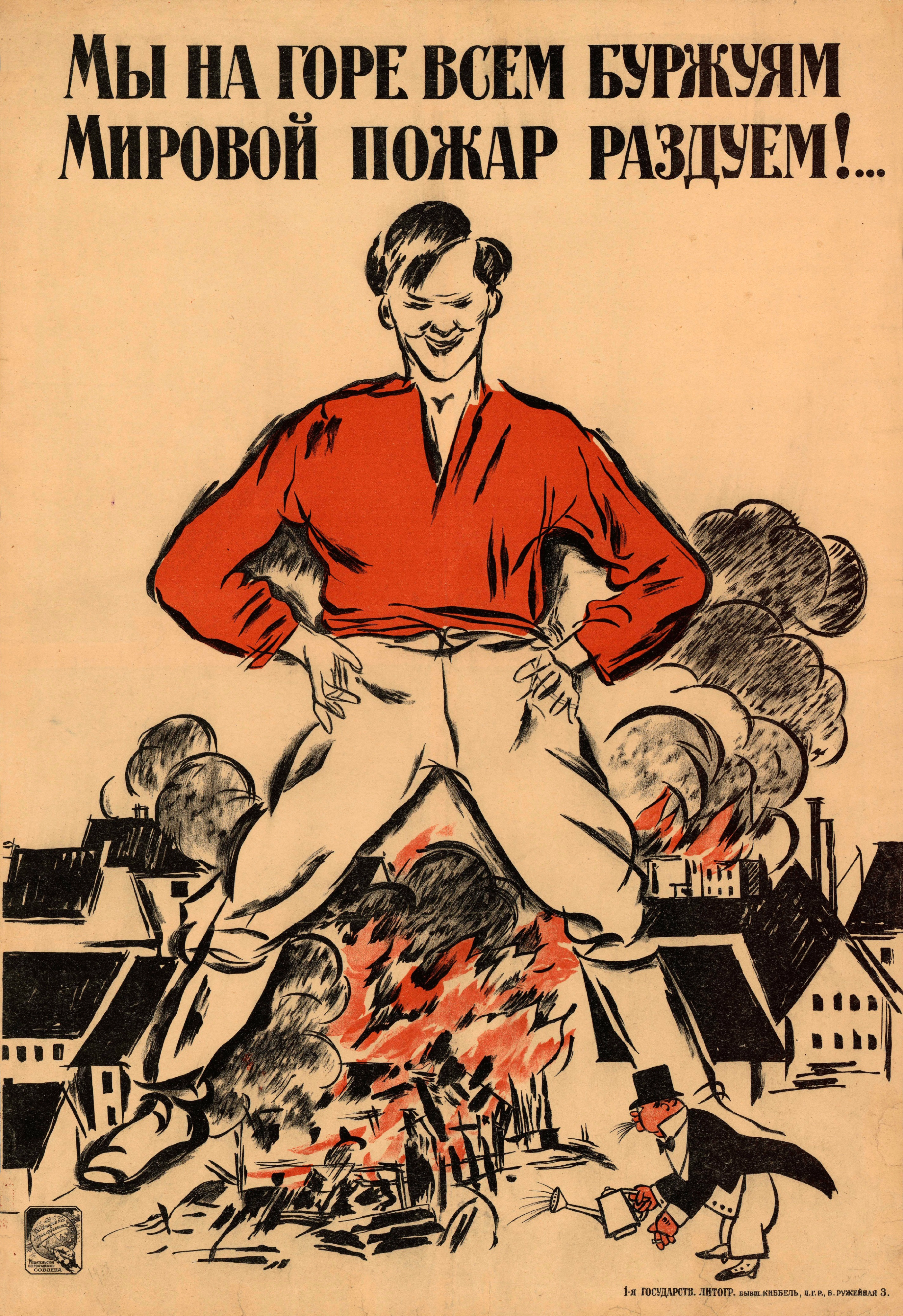
Советский пропагандистский плакат 1918 года, (художник А. Зеленский, слова из поэмы А. Блока «Двенадцать»)

«Пролета́рии всех стран, соединя́йтесь!» (нем. Proletarier aller Länder, vereinigt Euch!) — один из самых известных интернационалистических коммунистических лозунгов. Впервые был высказан Карлом Марксом и Фридрихом Энгельсом в «Манифесте коммунистической партии»:

Коммунисты считают презренным делом скрывать свои взгляды и намерения. Они открыто заявляют, что их цели могут быть достигнуты лишь путём насильственного ниспровержения всего существующего общественного строя. Пусть господствующие классы содрогаются перед Коммунистической Революцией. Пролетариям нечего в ней терять, кроме своих цепей. Приобретут же они весь мир.
ПРОЛЕТАРИИ ВСЕХ СТРАН, СОЕДИНЯЙТЕСЬ!

В 1920 году Коммунистический Интернационал издал для народов Востока такой лозунг: «Пролетарии всех стран и угнетённые народы, соединяйтесь!». По этому вопросу В. И. Ленин заметил:

Конечно, с точки зрения «Коммунистического Манифеста» это неверно, но «Коммунистический Манифест» писался при совершенно других условиях, с точки зрения теперешней политики это верно.

Этот вариант лозунга не получил широкой известности, но в дальнейшем часто использовался маоистами.

## СССР

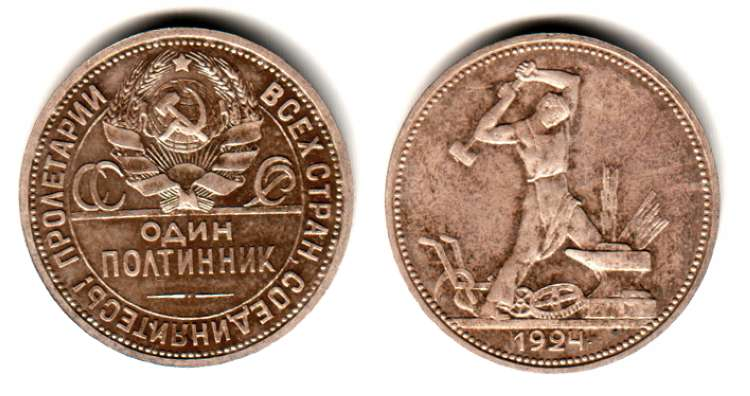
Надпись «Пролетарии всех стран, соединяйтесь!» на полтиннике, СССР, 1924 год

Марка СССР с текстом азбукой Морзе в овальной рамке: «Пролетарии всех стран, соединяйтесь!» на русском и эсперанто, 1926 год,

Надпись «Пролетарии всех стран, соединяйтесь!» присутствовала на гербе СССР на языках всех союзных республик и на гербах республик — на языках этих республик и на русском языке. В 1923—1936 гг. надпись на гербе СССР делалась на 6 языках (по числу основных языков республик, образовавших в 1922 году СССР); с изменением числа союзных республик надпись давалась в 1937—1940 гг. на 11 языках, в 1940—1956 гг. — на 16, с 1956 г. — на 15 языках. Государственным гербом автономной республики Советского Союза является герб той союзной республики, в состав которой она входит, с добавлением наименования автономной республики на языках данной автономной и соответствующей союзной республики и на русском языке, надпись на гербе «Пролетарии всех стран, соединяйтесь!» даётся на языке автономной республики.
Ещё в 1923 году Центральный исполнительный комитет СССР определил главные элементы государственных символов Советского Союза: солнце, серп и молот, девиз «Пролетарии всех стран, соединяйтесь!».
Девиз изображался на партийных билетах, шапках газет, банкнотах СССР, некоторых орденах, на титульных листах изданий по вопросам истории и текущей политики КПСС и международного коммунистического движения. В шапке газеты «Известия» девиз публиковался на всех языках союзных республик.

## На других языках
Полужирным шрифтом выделены присутствовавшие в разное время на гербе СССР.
- Абазинский: Акъральква зымгӏва рпролетарква, швадгыл!
- Абхазский: Атәылақуа зегьы рпролетарцәа, шәҽеидышәкыл!
- Аварский: Киналго улкабазул пролетарал, цолъе нуж!
- Адыгейский: Хэгъэу пстэуми япролетариехэр, зы шъухъу!
- Азербайджанский: Бүтүн өлкәләрин пролетарлары, бирләшин!
- Албанский: Proletarë të të gjitha vendeve, bashkohuni!
- Алтайский: Бастыра ороондордыҥ пролетарийлери, бириккилегер!
- Английский: Workers of the world, unite! (На могиле Маркса на Хайгейтском кладбище в Лондоне написан иной, более буквальный вариант: Workers of all lands, unite!)
- Арабский: ‏يا عمال العالم اتحدوا!‏‎ (транслитерация: Yā ʿummāla l-ʿālam ittaḥidū!)
- Армянский: Պրոլետարներ բոլոր երկրների, միացե՜ք
- Африкаанс: Werkers van alle lande, verenig!
- Баскский: Herrialde guztietako proletarioak, elkar zaitezte!
- Балкарский: Битеу къыралланы пролетарлары, бирлешигиз!
- Башкирский: Бөтә илдәрҙең пролетарийҙары, берләшегеҙ!
- Белорусский: Пралетарыі ўсіх краін, яднайцеся!
- Бенгальский: দুনিযার মজদুর, এক হও! (Duniẏār môjôdur, ek hôo!)
- Боснийский: Proleteri svih zemalja, ujedinite se!
- Болгарский: Пролетарии от всички страни, съединявайте се!
- Бурятский: Бүхы оронуудай пролетаринаар, нэгэдэгты!
- Валлийский: Gweithwyr yr holl wledydd, uno!
- Венгерский: Világ proletárjai, egyesüljetek!
- Вьетнамский: Vô sản tất cả các nước, đoàn kết lại!
- Гаитянский креольский: Travayè nan tout peyi, ini!
- Галисийский: Traballadores do mundo, unídevos!
- Греческий: Προλετάριοι όλων των χωρών, ενωθείτε! (транслитерация: Пролетарии олон тон хорон, эноѳите!)
- Грузинский: პროლეტარებო ყველა ქვეყნისა, შეერთდით! (p’rolet’arebo q’vela kveq’nisa, sheertdit!)
- Гуджарати: બધા દેશોમાં કામદાર સંગઠિત! (Badhā dēśōmāṁ kāmadāra saṅgaṭhita!)
- Даргинский: Лерилра улкнала пролетарийти, цадиирая!
- Датский: Proletarer i alle lande, forén jer!
- Дунганский: Чүан шыҗеди пролетарму, лянхә челэ!
- Еврейский (иврит): ‏פועלי כל העולם התאחדו!‏‎
- Еврейский (идиш): ‏פּראָלעטאריער פונ אלע לענדער, פארייניקט זיכ!‏‎
- Зулу: Abasebenzi bawo wonke amazwe, hlangana!
- Игбо: Ndị ọrụ nke mba niile, dịrị n’otu!
- Ингушский: Массе а мехкий пролетареш, вӏашагӏкхета!
- Индонезийский: Para pekerja di seluruh dunia, bersatulah!
- Ирландский: Oibrithe an domhain, aontaigh!
- Исландский: Verkamenn allra landa, sameinist!
- Испанский: ¡Trabajadores del mundo, uníos!, ¡Proletarios de todos los países, uníos!
- Итальянский: Lavoratori di tutto il mondo, unitevi!, Proletari di tutti i paesi, unitevi!
- Йоруба: Awọn oṣiṣẹ ti gbogbo awọn orilẹ-ede, darapọ mọ!
- Кабардинский: Къэрал псоми я пролетархэ, фызэгухьэ!
- Казахский: Барлық елдердің пролетарлары, бірігіңдер!
- Калмыцкий: Цуг орн-нутгудын пролетармуд, негдцхәтн!
- Каннада: ಎಲ್ಲಾ ದೇಶಗಳ ಸಹೋದ್ಯೋಗಿಗಳು, ಯುನೈಟ್! (Ellā dēśagaḷa sahōdyōgigaḷu, yunaiṭ!)
- Каракалпакский: Барлық еллердиң пролетарлары, бирлесиңиз!
- Карачаевский: Бютеу къралланы пролетарлары, бирлешигиз!
- Каталанский: Proletaris de tots els països, uniu-vos!
- Киргизский: Бардык өлкөлөрдүн пролетарлары, бириккиле!
- Китайский: 全世界无产者,联合起来! (КНР), 全世界無產者,聯合起來! (Тайвань) (транслитерация: Quánshìjiè wúchǎnzhě, liánhé qǐlai!); 全方貧工之聯合 (транслитерация: Quán fāng pín gōng zhī liánhé) — вариант, использовавшийся на денежных знаках РСФСР
- Коми: Став странаясса пролетарийяс, ӧтувтчӧй!
- Коми-пермяцкий: Пролетарийез быдӧс странаэзісь, ӧтлаасьӧ!
- Корейский: 전세계쁘롤레따리들은 단결하라!
- Крымскотатарский: Бутюн дюнья пролетарлары, бирлешинъиз!
- Кумыкский: Бары да уьлкелени пролетарлары, бирлешигиз!
- Курдский: Пролетаред һ’әму ԝәлата, йәкбьн!
- Кхмерский: កម្មករនៃប្រទេសទាំងអស់រួបរួមគ្នា! (kammokr nei bratesa teangoasa ruobruom knea!)
- Лакский: Циняв билаятирттал пролетартал, цахьиярд!
- Лаосский:ຊົນຊັ້ນກຳມະຊອນທົ່ວໂລກ,ຈົ່ງສາມັກຄີກັນ! (sonsan kam ma son thouaolk chong samakkhi kan!)
- Латынь: Laborantes terrarum omnium iungamini![источник не указан 2277 дней]
- Латышский: Visu zemju proletārieši, savienojieties!
- Лезгинский: Вири уьлквейрин пролетарар, сад хьухь!
- Литовский: Visų šalių proletarai, vienykitės!
- Люксембургский: Aarbechter vun alle Länner, verbannen!
- Македонский: Пролетери од сите земји, обединете се!
- Малагасийский: Mpiasa eran’izao tontolo izao, mampiray!
- Малайский: Pekerja semua negara, bersatu!
- Мальдивский: ހުރިހާ ޤައުމެއްގެ ޕްރޮލިޓޭރިއަނުން، އެއްބައިވަންތަވެލައްވާ!
- Мальтийский: Ħaddiema tal-pajjiżi kollha, jingħaqdu!
- Мансийский: Сав мат олнэ пролетариатыт, юрсьхатэн!
- Марийский: Чыла элласе пролетарий-влак, ушныза!
- Марийский (горный): Цила сӓндалыкыштыш пролетарийвлӓ, ушныда!
- Межславянский: Пролетари всих крајин, сједините се! (Proletari vsih krajin, sjedinite se!)
- Мокшанский: Сембе масторонь пролетариятне, пуромода марс!
- Молдавский: Пролетарь дин тоате цэриле, уници-вэ!
- Монгольский: Орон бүхний пролетари нар нэгдэгтүн! (ᠣᠷᠣᠨ
ᠪᠦᠬᠦᠨ ᠦ
ᠫᠷᠣᠯᠧᠲ᠋ᠠᠷᠢ ᠨᠠᠷ
ᠨᠢᠭᠡᠳᠦᠭᠲᠦᠩ᠃)

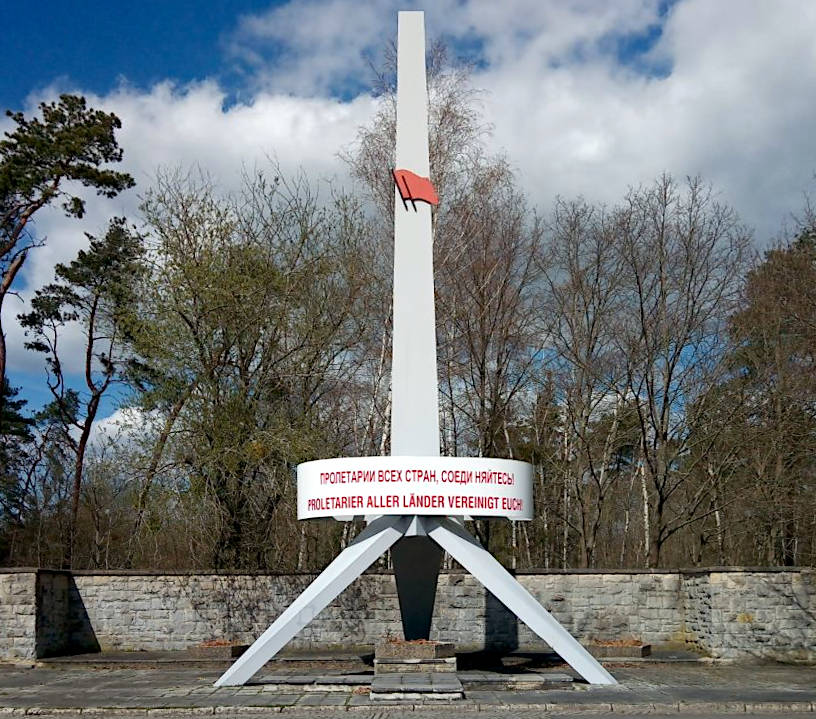
Лозунг на немецком и русском языках на памятнике в Дессау-Рослау, Саксония-Анхальт, Германия

- Немецкий: Proletarier aller Länder, vereinigt euch!
- Ненецкий: Мал’ яндер’, пролетария’, нгобт’ нятал’яда’!
- Нидерландский: Proletariërs aller landen, verenigt U!
- Ногайский: Баьри кыраллардынъ пролетарлары, бирлесинъиз!
- Норвежский, Букмол: Arbeidere i alle land, foren dere!
- Норвежский, Нюнорск: Arbeidarar i alle land, samein dykk!
- Окситанский: Proletaris de totes los païses, unissètz-vos!
- Осетинский: Ӕппӕт бӕстӕты пролетартӕ, баиу ут!
- Панджаби: ਸਾਰੇ ਦੇਸ਼ ਦੇ ਮਜ਼ਦੂਰ, ਇਕਜੁੱਟ ਹੋਵੋ!
- Персидский: ‏کارگران جهان متحد شوید!‏‎ (Kārgarān-e jahān mottaḥed šavīd!)
- Польский: Proletariusze wszystkich krajów, łączcie się!
- Португальский: Trabalhadores do mundo, uni-vos!
- Пушту: ‏د ټولو هیوادونو کارګران ، متحد شئ!‏‎ (Транскрипция: Д тулу һиюадуну каргран, мутаһид ши!)
- Румынский: Proletari din toate ţările, uniţi-vă!
- Русский: Пролетарии всех стран, соединяйтесь!
- Сербский: Пролетери свих земаља, уједините се! (Proleteri svih zemalja, ujedinite se!)
- Синдхи: سڀني ملڪن جي مزدور، متحد! (Транскрипция: Субһни милкн джи муздур, мутаһид!)
- Словацкий: Proletári všetkých krajín, spojte sa!
- Словенский: Proletarci vseh dezel, zdruzite se!
- Сомалийский: Shaqaalaha dhammaan waddamada, midow!
- Суахили: Wafanyakazi wa nchi zote, kuungana!
- Таджикский: Пролетарҳои ҳамаи мамлакатҳо, як шавед!
- Тайский: ชนชั้นกรรมาชีพทั่วโลกจงสามัคกัน! (Chnchận krrmāchīph thạ̀w lok cng s̄ā mạkh kạn!)
- Тамильский: அனைத்து நாடுகளின் தொழிலாளர்கள், இணைக்க! (Aṉaittu nāṭukaḷiṉ toḻilāḷarkaḷ, iṇaikka!)
- Татарский: Барлык илләрнең пролетарийлары, берләшегез!
- Телугу: అన్ని దేశాల వర్కర్స్, ఐక్యం! (Транскрипция: anni desala varkars ، aikyam!)
- Тувинский: Бүгү чурттарның пролетарийлери, каттыжыңар!
- Турецкий: Bütün ülkelerin işçileri, birleşin! (Бүтүн үлкелерин ишчилери, бирлешин!)
- Туркменский: Әхли юртларың пролетарлары, бирлешиң!
- Удмуртский: Вань странаосысь пролетарийёс, огазеяське!
- Уйгурский: Барлиқ әлләр пролетарлири, бирлишиңлар!
- Узбекский: Бутун дунё пролетарлари, бирлашингиз!
- Украинский: Пролетарі всіх країн, єднайтеся!
- Урду: ‏تمام ممالک کے ورکرز, متحد!‏‎ (транскрипция: tamaam mamalik kai warukraz, mutahid!)
- Филиппинский: Mga manggagawa ng mundo, magkaisa!, Mga proletaryo ng lahat ng mga bansa, magkaisa!
- Финский: Kaikkien maiden proletaarit, liittykää yhteen!
- Французский: Prolétaires de tous les pays, unissez-vous!
- Хакасский: Прай страналарның пролетарийлері, пірікклеңер!
- Хантыйский: Иса муват пролетариатат, пилтасяты!
- Хинди: दुनिया के मज़दूरों, एक हों! (транслитерация: Дуния ке маздурон, эк хон!)
- Хорватский: Proleteri svih zemalja, ujedinite se!
- Чеченский: Массо а мехкийн пролетарийш, цхьаьнакхета!
- Чешский: Proletáři všech zemí, spojte se!
- Чувашский: Пӗтӗм тӗнчери пролетарисем, пӗрлешӗр!
- Чукотский: Пролетарияторэ гэмгэнутэкин, к’ычеэкэевыркынитык!
- Шведский: Arbetare i alla länder, förenen eder!, Arbetare i alla länder förenen er! или Arbetare i alla länder, förena er!, Proletärer i alla länder, förena er!
- Эрзянский: Весе масторонь пролетарийть, вейсэндяводо!
- Эсперанто: Proletoj el ĉiuj landoj, unuiĝu!
- Эстонский: Kõigi maade proletaarlased, ühinege!
- Яванский: Para buruh ing donya, manunggala!
- Якутский: Бары дойдулар пролетарийдара, холбоһуҥ!
- Японский: 万国の労働者よ、団結せよ! (транслитерация: Банкоку но Ро: до: ся ё, данкэцу-сэ ё!)